# Războiul Civil American (istorie alternativă)
Aceasta este o listă de ficțiuni în care Statele Confederate ale Americii au câștigat Războiul Civil American (1861–1865) (și alte scenarii de istorie alternativă diferite față de realitatea noastră).
Istorii alternative ale Războiului Civil American sunt ficțiuni de istorie alternativă care se concentrează asupra Războiului Civil (sau a lipsei acestuia) care se termină diferit față de realitatea noastră. Războiul Civil American este un punct popular de divergență în ficțiunea de istorie alternativă în limba engleză. Varianta cea mai comună detaliază victoria și supraviețuirea Statelor Confederate. Variante mai puțin frecvente includ o victorie a Satelor Unite în circumstanțe diferite față de istoria actuală, rezultând o situație postbelică diferită; Sclavii afro-americani se eliberează prin revoltă, fără să aștepte proclamația de emancipare a lui Lincoln; o intervenție directă britanică în război; supraviețuirea lui Lincoln în timpul încercării de asasinare a lui John Wilkes Booth; o repovestire a evenimentelor istorice cu elemente de fantezie introduse; războiul civil nu a izbucnit niciodată și a fost stabilit un compromis pașnic și istorii secrete. Punctul de divergență într-o astfel de poveste poate fi un eveniment "natural, realist" (cum ar fi un general care ia o decizie diferită decât a făcut-o în cronologia noastră, sau o santinelă care detectează o invazie inamică care nu a fost observată în realitate); sau poate fi un scenariu "nenatural" fantasy/science fiction, cum ar fi călătoria în timp, în care de obicei cineva din viitor aduce arme moderne sau cunoștințe folositoare. Un alt rezultat al Războiului Civil American este unul dintre cele două puncte de divergență cele mai populare pentru a crea o istorie alternativă în limba engleză, celălalt fiind victoria Axei în al doilea război mondial.
Viitorul unei Confederații victorioase este prezentat foarte diferit de la o ficțiune la alta - în special în ceea ce privește cele două aspecte majore corelate între ele: tratamentul independent al Confederației asupra populației sale negre și relațiile sale cu Statele Unite din nord.

## Literatură
| Titlu                                   | Autor                                 | An          | Note |
| --------------------------------------- | ------------------------------------- | ----------- | --- |
| "Sidewise in Time"                      | Murray Leinster                       | 1934        | Povestirea prezintă mai multe scenarii alternative, într-unul din acestea un vânzător din Louisville, Kentucky, al cărui autoturism poartă o siglă comercială în care apar unchiul Sam și pentagoane stelate și benzi orizontale roșii albe, are probleme cu autoritățile atunci când călătorește într-o zonă în care Sudul a câștigat Războiul Civil American |
| 1862                                    | Robert Conroy                         | 2007        | Romanul descrie o versiune alternativă a războiului civil american în care Marea Britanie se aliază cu Confederația după Incidentul Trent din 1861. În linia noastră de timp, după confiscarea RMS Trent de către forțele Uniunii, britanicii s-au răzvrătit doar diplomatic. După numeroase înfrângeri ale Uniunii Anglo-Confederative, pierderea lui Robert Lee și cea mai mare parte a teritoriului Canadei, Marea Britanie acceptă oferte de pace din partea Uniuni în termenii SUA. Conflictul se termină în roman cu doi ani mai devreme.                                                                  |
| Bring the Jubilee                       | Ward Moore                            | 1953        | Punctul de divergență are loc în iulie 1863, când Statele Confederate ale Americii câștigă bătălia de la Gettysburg și ulterior declară victoria într-un conflict menționat în carte ca "Războiul Independenței Sudiștilor" la 4 iulie 1864, după predarea Statelor Unite ale Americii. Romanul are loc la mijlocul secolului al XX-lea, când au loc războaie între Confederație și rivalul său, Uniunea Germană. Istoria are o întorsătură neașteptată atunci când protagonistul Hodge Backmaker, un istoric, decide să călătorească înapoi în timp pentru a asista la momentul când Sudul a câștigat războiul. |
| The Shiloh Project                      | David Poyer                           | 1981        | Roman distopic care detaliază ce s-ar întâmpla dacă Războiul Civil ar avea loc astăzi. |
| Fire on the Mountain                    | Terry Bisson                          | 1988        | |
| Gettysburg: A Novel of the Civil War    | Newt Gingrich și William R. Forstchen | 2003        | |
| Gray Victory                            | Robert Skimin                         | 1988        | |
| A Rebel in Time                         | Harry Harrison                        | 1983        | Colonelul rasist Wesley McCulloch încearcă să schimbe rezultatul Războiului Civil American, conferind Confederației o victorie prin oferirea tehnologiei STEN (un pistol britanic din al doilea război mondial care se fabrica foarte ușor). |
| "The Forest of Time"                    | Michael F. Flynn                      | 1987        | Povestirea are loc într-o lume alternativă în care cele treisprezece colonii, după ce au obținut independența față de Marea Britanie, nu au reușit să creeze Statele Unite, ci s-au dezvoltat, în schimb, în state-națiuni distincte și ostile reciproc, care adesea duceau războaie grele între ele. Cetățenii din Pennsylvania vorbesc o limbă pe care o numesc "Pennsylvanisch", pe care un personaj o descrie ca fiind "un dialect german". |
| Russian Amerika                         | Stoney Compton                        | 2007        | Romanul are loc într-o lume în care Alaska încă aparține Rusiei în 1987. Aparent, punctul de divergență este că Războiul Civil a început în anii 1850 și a dus la o victorie a Confederației. |
| Seria Southern Victory sau Timeline-191 | Harry Turtledove                      | 1997        | Serie de șapte romane, primul fiind How Few Remain (1997) |
| The Guns of the South                   | Harry Turtledove                      | 1992        | Roman SF. Un grup de membri sud-africani din secolul 21 ai Afrikaner Weerstandsbeweging (care au ca ideologie supremația albilor) furnizează armatei lui Robert E. Lee din Virginia AK-47 și alte bunuri (inclusiv comprimate de nitroglicerină pentru tratarea inimii lui Lee). Intervenția și tehnologiile lor conduc la o victorie a Confederației în război. |
| Crosstime Traffic                       | Harry Turtledove                      | 2003-2008   | Serie de cărți în care premisa centrală este cea a unui Pământ care a descoperit accesul la universuri alternative, unde istoria a continuat diferit. Crosstime Traffic este numele companiei care are monopol mondial asupra acestei tehnologii. Cel de-al patrulea volum The Disunited States of America (Statele dezbinate ale Americii, 2006) se concentrează asupra unei lumi în care au existat frecvente războaie locale localizate între statele americane (de exemplu, Ohio versus Virginia, Massachusetts versus Rhode Island), dar nu a avut loc niciun mare război civil.                            |
| If It Had Happened Otherwise            |                                       | 1931        | Antologie ce conține două povestiri despre Războiul Civil alternativ: "If Lee Had NOT Won the Battle of Gettysburg" de Winston Churchill și "If Booth had Missed Lincoln" de Milton Waldman. |
| Abraham Lincoln, Vampire Hunter         | Seth Grahame-Smith                    | 2010        | Roman. |
| Trilogia Stars and Stripes              | Harry Harrison                        | 1998 - 2002 | Stars and Stripes Forever [1998], Stars and Stripes In Peril [2000] și Stars and Stripes Triumphant [2002] |

## Film și televiziune
| Titlu                                                                 | An          | Note |
| --------------------------------------------------------------------- | ----------- | --- |
| The Time Tunnel (Tunelul Timpului)                                    | 1966 - 1967 | Serial TV. Episoadele 12 ("The Death Trap") și 25 ("The Death Merchant")                                          |
| The Wild Wild West                                                    | 1965 - 1969 | Serial TV. Episodul "The Night of the Lord of Limbo"                                                              |
| C.S.A.: The Confederate States of America                             | 2004        | Documentar regizat de Kevin Willmott                                                                              |
| The Legend of Zorro (Legenda lui Zorro)                               | 2005        | Film regizat de Martin Campbell, continuare a The Mask of Zorro (1998) film care nu este legat de Războiul Civil. |
| Abraham Lincoln, Vampire Hunter (Abraham Lincoln: Vânător de Vampiri) | 2012        | Film regizat de Timur Bekmambetov                                                                                 |
| Abraham Lincoln vs. Zombies                                           | 2012        | Film B regizat de Richard Schenkman                                                                               |

## Benzi desenate
- Captain Confederacy (1986) de Will Shetterly și Vince Stone.
- Elseworlds: Batman: The Blue, the Grey and the Bat (1992) de Elliot S. Maggin și Alan Weiss.
- Elseworlds: Superman: A Nation Divided (1998) de Roger Stern
- Elseworlds: Batman: Detective No. 27 (2003) de Michael Uslan și Peter Snejbjerg
- What If?: Captain America Volume 1, What If Captain America Fought in the Civil War? (2006) de Tony Bedard
- Un număr al revistei de benzi desenate Supreme scris de Alan Moore.

## Vezi și
- Imperiul Roman (istorie alternativă)
- Primul Război Mondial (istorie alternativă)
- Al Doilea Război Mondial (istorie alternativă)